# Turzyca żytowata
Turzyca żytowata (Carex secalina Willd. ex Wahlenb.) – gatunek byliny z rodziny ciborowatych. Występuje od środkowej Europy (Niemiec i Austrii) po środkową Azję (Ałtaj i Tuwę). W latach 50. XX wieku gatunek uznany w Polsce za wymarły. W latach 90. odkryty ponownie, występuje tylko na kilku stanowiskach w okolicach Inowrocławia. 

## Morfologia

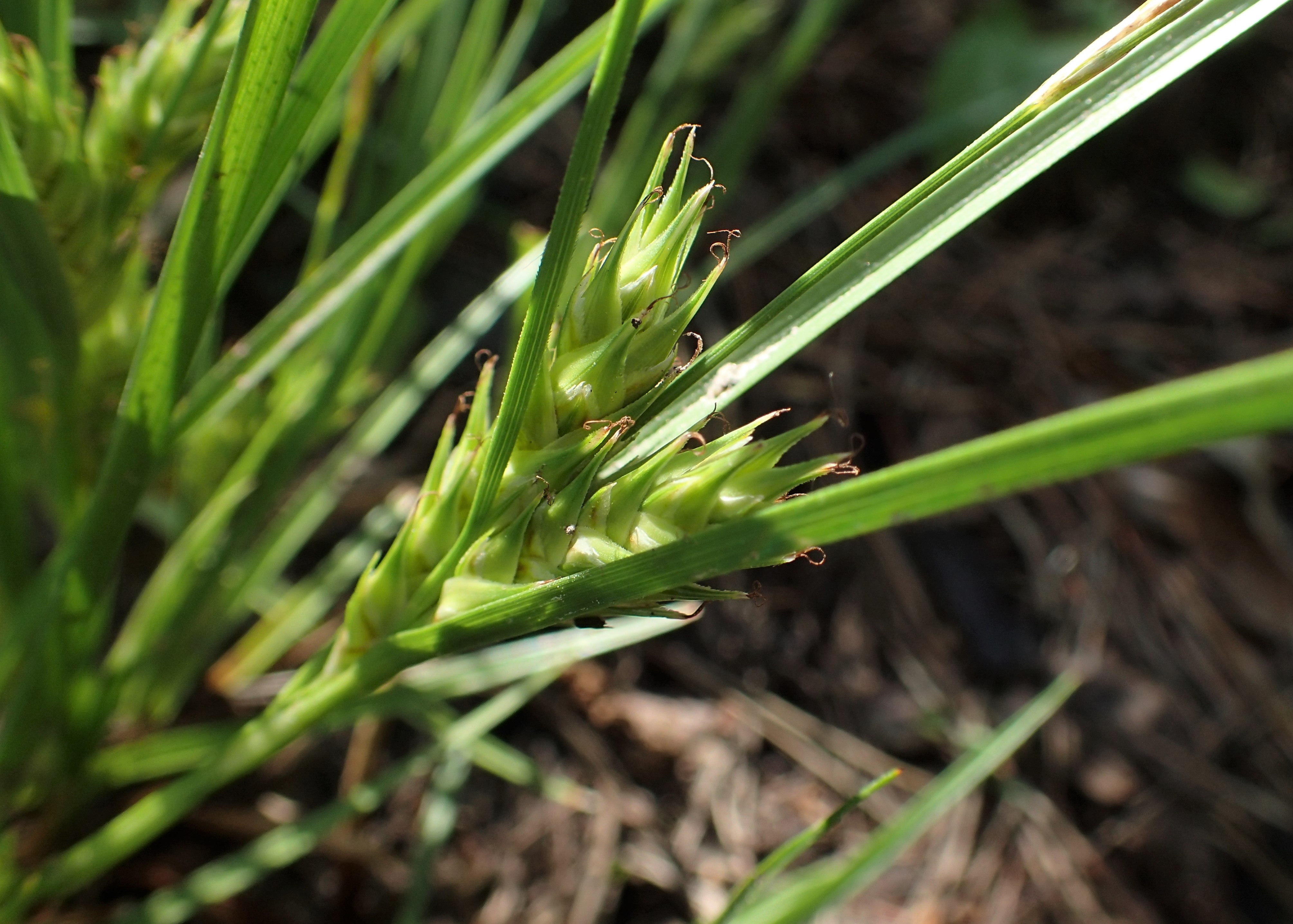
Kłoski z owocami

PokrójDelikatna roślina o cienkiej łodydze i wąskich liściach do 40 cm wysokości.
KwiatyDrobne, rozdzielnopłciowe (żeńskie, męskie, żeńsko-męskie i męsko-żeńskie)
OwoceDrobne orzeszki rozsiewane przez wiatr.

## Biologia i ekologia
Bylina, hemikryptofit, halofit. Rośnie na śródlądowych solniskach. Kwitnie w maju i czerwcu.

## Uprawa
Wysiew nasion jesienią (wymaga przechłodzenia), kiełkowanie w maju, osiągnięcie dojrzałości na drugi rok.

## Zagrożenia i ochrona
Objęty jest ochroną prawną. Umieszczony na Czerwonej liście roślin i grzybów Polski (2006) w kategorii E (wymierający - krytycznie zagrożony). W wydaniu z 2016 roku otrzymał kategorię CR (krytycznie zagrożony). Znajduje się także w Polskiej czerwonej księdze roślin w kategorii CR (krytycznie zagrożony).